# پیر آردیتی
پیر آردیتی (فرانسوی: Pierre Arditi‎؛ ۱ دسامبر ۱۹۴۴ –) هنرپیشه اهل کشور فرانسه است. خواهر وی نیز بازیگر می‌باشد.

## قسمتی از فیلمشناسی
- عموی آمریکایی‌ام (۱۹۸۰)
- سوان عاشق (۱۹۸۴)
- کودکان (۱۹۸۵)
- آخرالزمان کوچک (۱۹۹۳)
- سوارکار روی بام (۱۹۹۵)
- پیر بومارشه (فیلم) (۱۹۹۶)
- مردان، زنان: یک راهنمای کاربری (۱۹۹۶)
- بازیگران (۲۰۰۰)
- نه روی لبها (۲۰۰۳)
- یک روز در موزه (۲۰۰۸)
- اعتبار رز (۲۰۱۰)

## جوایز
وی برندهٔ جوایزی همچون لژیون دونور (شوالیه) شده است.